# سد صارنو
سد صارنو هو سد يقع شمالي الجزائر في ولاية سيدي بلعباس على بعد 400 كيلومتر جنوب غرب العاصمة الجزائر في مدينة سيدي حمدوش على بعد 15 كلم من عاصمة ولاية سيدي بلعباس.
يقع سد صارنو على ارتفاع 413 متر فوق مستوى سطح البحر، وتتميز التضاريس المحيطة بالسد بكونها مسطحة في الجنوب الشرقي، ومشكلة من التلال في الشمال الغربي.

## تاريخ بنائه
يعود تاريخ بناء سد سارنو إلى فترة الاحتلال الفرنسي وتحديدا ما بين عامي 1947 و1954 فوق الواد الذي يحمل نفس الاسم واد صارنو وهو أحد روافد نهر مكرة وعندما دخل السد حيز الخدمة أي في عام 1954 كان لديه قدرة تخزين نظرية لحوالي 22 مليون متر مكعب.

## الجغرافيا
تتكون المنطقة حول سد صارنو في الغالب من الأراضي الزراعية.

## المناخ
ويسود المنطقة مناخ البحر الأبيض المتوسط حيث يبلغ متوسط درجة الحرارة السنوي في المنطقة 20 درجة مئوية. أحر شهر هو شهر أغسطس، عندما يكون متوسط درجة الحرارة 31 درجة مئوية، وأبردها هو شهر يناير، عندما يكون متوسط درجة الحرارة 10 درجة مئوية. ويبلغ متوسط تساقط الأمطار السنوي 556 ملم.